# Лаиб
Лаиб — талисман Чемпионата мира по футболу 2022 года в Катаре. 
Лаиб (لعيب) в переводе с арабского означает «опытный игрок» и представляет собой анимированную куфию в детской форме. Он был представлен ФИФА и Оргкомитетом 1 апреля 2022 года во вступительном ролике в рамках финальной жеребьевки.

## Описание
Лаиб представляет собой типичную одежду Ближнего Востока, поскольку это катарская куфия, которая имеет свой собственный икаль, глаза, брови и рот и украшена, однако она имеет призрачный вид, поскольку у неё нет конечностей. 

По описанию на сайте ФИФА, он «пришёл из метавселенной талисманов, параллельной вселенной маскотов, которую невозможно описать словами» и которую каждый может представить так, как хочет. Кроме того, Лаиб представлен как «предприимчивый, весёлый и любопытный». Лаиб призывает всех поверить в себя». Он также характеруется «духом молодости, распространяющим радость и уверенность, куда бы он ни пошел».

## Критика
Представляя себя одежду (куфию), а не животного, человека, фрукта или овоща, как это делалось традиционно, Лаиб вызвал насмешки в социальных сетях, где проводилось множество сравнений, его «призрачный» вид вызывал ассоциации с привидением Каспером, гигиенической салфеткой, а также с Боо из франшизы Super Mario.